# Amastus obscurus
Amastus obscurus là một loài bướm đêm thuộc phân họ Arctiinae, họ Erebidae.